# Alteveer (Hoogeveen)
Alteveer is een plaats in de gemeente Hoogeveen in de Nederlandse provincie Drenthe en telde op 1 januari 2016 160 inwoners. Het ligt ten zuiden van de stad Hoogeveen en ten noordoosten van het dorp Alteveer (De Wolden).

## Omgeving
De omgeving bestaat uit landbouwgebied (veenontginningen).